# Joseph Perotaux
Joseph Perotaux vagy Joseph Peroteaux (Nantes, 1883. január 8. – Párizs 17. kerülete, 1967. április 23.) olimpiai bajnok francia tőrvívó.